# مسیه ۱۰۶
مسیه ۱۰۶(به انگلیسی: Messier 106) (یا NGC 4258) یک کهکشان مارپیچی در صورت فلکی تازی‌ها است.  و توسط پیر مچاین و در سال ۱۷۸۱ کشف شده است. فاصله‌اش تا زمین ۲۲ تا ۲۵ میلیون سال نوری است.  و جزو کهکشان‌های سویفرت به حساب می‌آید، که به این معنی است که کهکشان در طول موج‌های غیرعادی نیز تابش می‌کند، و این نیز نماینگر وجود یک سیاه‌چاله کلان‌جرم در مرکز آن است.